# Лиху

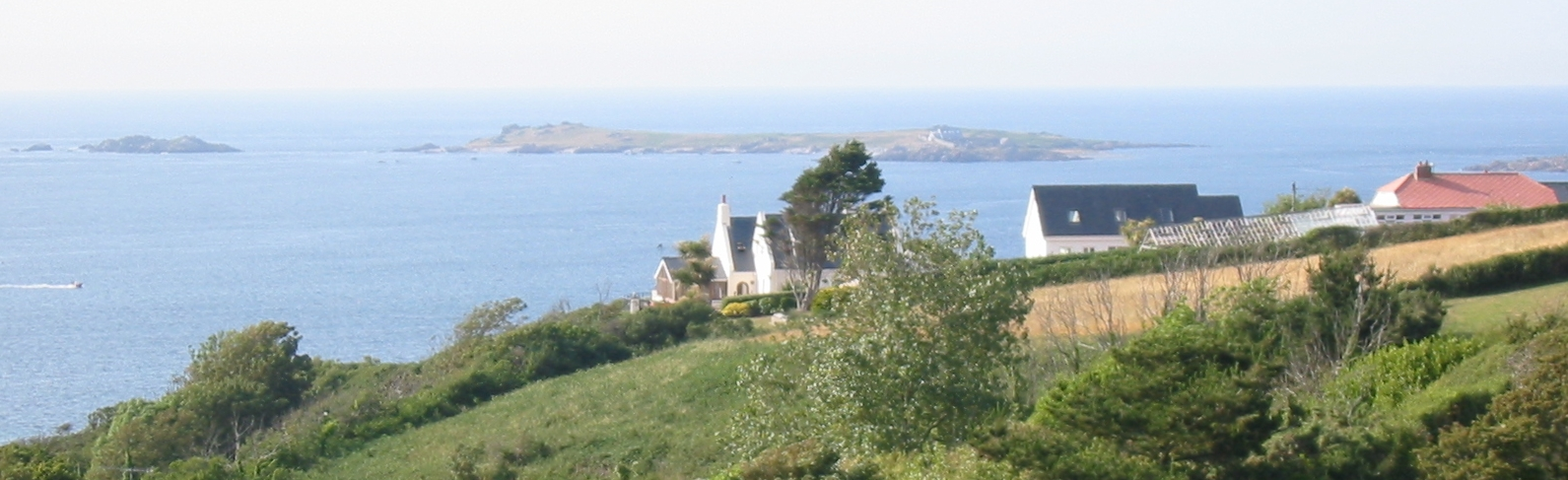
Вид Лиху с Гернси

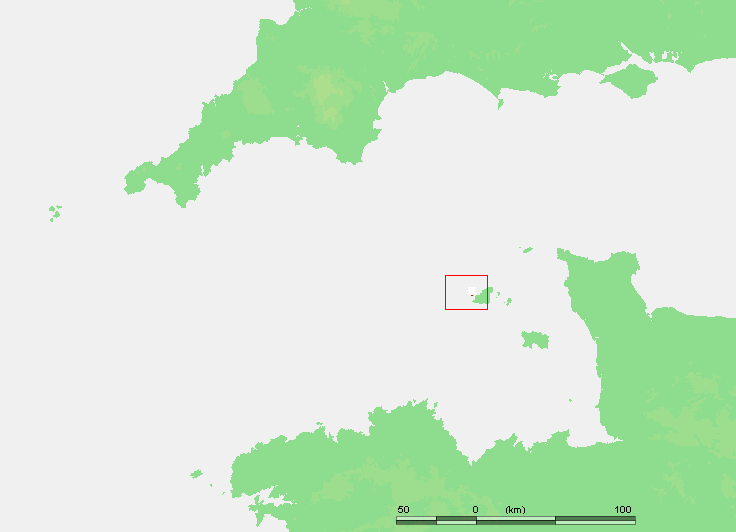
Остров Лиху в другом масштабе

Лиу (фр. Lihou /liːˈuː/) — остров (38,5 акров, 15,6 гектаров) в проливе Ла-Манш в составе Нормандских островов к западу от острова Гернси, коронного владения Великобритании Гернси.
Как и многие другие острова Ла-Манша, название содержит нормандский суффикс -hou, означающий холмик или насыпь.
Дом на острове Лиу использовался в качестве мишени для практики артиллерийской стрельбы Третьим рейхом во время оккупации Нормандских островов во время Второй мировой войны. Сейчас дом отстроен заново и используется как гостевой дом для экотуристов. Также до вторжения на острове была фабрика по производству йода, немцами уничтоженная.
Географические координаты острова Лиу — 49°27′ с. ш. 02°40′ з. д..